# Banska reka
Banska reka este o arie protejată (sit de importanță comunitară — SCI) din Bulgaria întinsă pe o suprafață de 80,72 ha, integral pe uscat.

## Localizare
Centrul sitului Banska reka este situat la coordonatele 42°01′39″N 25°32′45″E / 42.0275°N 25.5458°E.

## Înființare
Situl Banska reka a fost declarat sit de importanță comunitară în martie 2007 pentru a proteja 16 specii de animale.

## Biodiversitate
Situată în ecoregiunea continentală, aria protejată nu include niciun habitat protejat.
La baza desemnării sitului se află mai multe specii protejate:
- amfibieni (1): Triturus karelinii
- mamifere (3): vidră de râu (Lutra lutra), popândău (Spermophilus citellus), dihor pătat (Vormela peregusna)
- nevertebrate (4): croitorul mare al stejarului (Cerambyx cerdo), rădașcă (Lucanus cervus), croitorul cenușiu al stejarului (Morimus funereus), Unio crassus
- pești (3): Barbus cyclolepis, zvârluga (Cobitis taenia), boarță (Rhodeus amarus)
- reptile (5): Elaphe sauromates, țestoasa de baltă (Emys orbicularis), Mauremys caspica, Testudo graeca, țestoasă bănățeană (Testudo hermanni)

Pe lângă speciile protejate, pe teritoriul sitului au mai fost identificate 4 specii de amfibieni, 3 specii de pești, 7 specii de reptile.